# كولين تاونسند
كولين تاونسند (بالإنجليزية: Colleen Townsend)‏ هي ممثلة أمريكية، ولدت في 21 ديسمبر 1928 في غلينديل في الولايات المتحدة.

## وصلات خارجية
- كولين تاونسند على موقع IMDb (الإنجليزية)
- كولين تاونسند على موقع تيرنر كلاسيك موفيز (الإنجليزية)
- كولين تاونسند على موقع أول موفي (الإنجليزية)
- كولين تاونسند على موقع قاعدة بيانات الأفلام السويدية (السويدية)
- كولين تاونسند على موقع قاعدة بيانات الفيلم (الإنجليزية)
- كولين تاونسند على موقع كينوبويسك (الروسية)